# Yrkeshögskola i Danmark

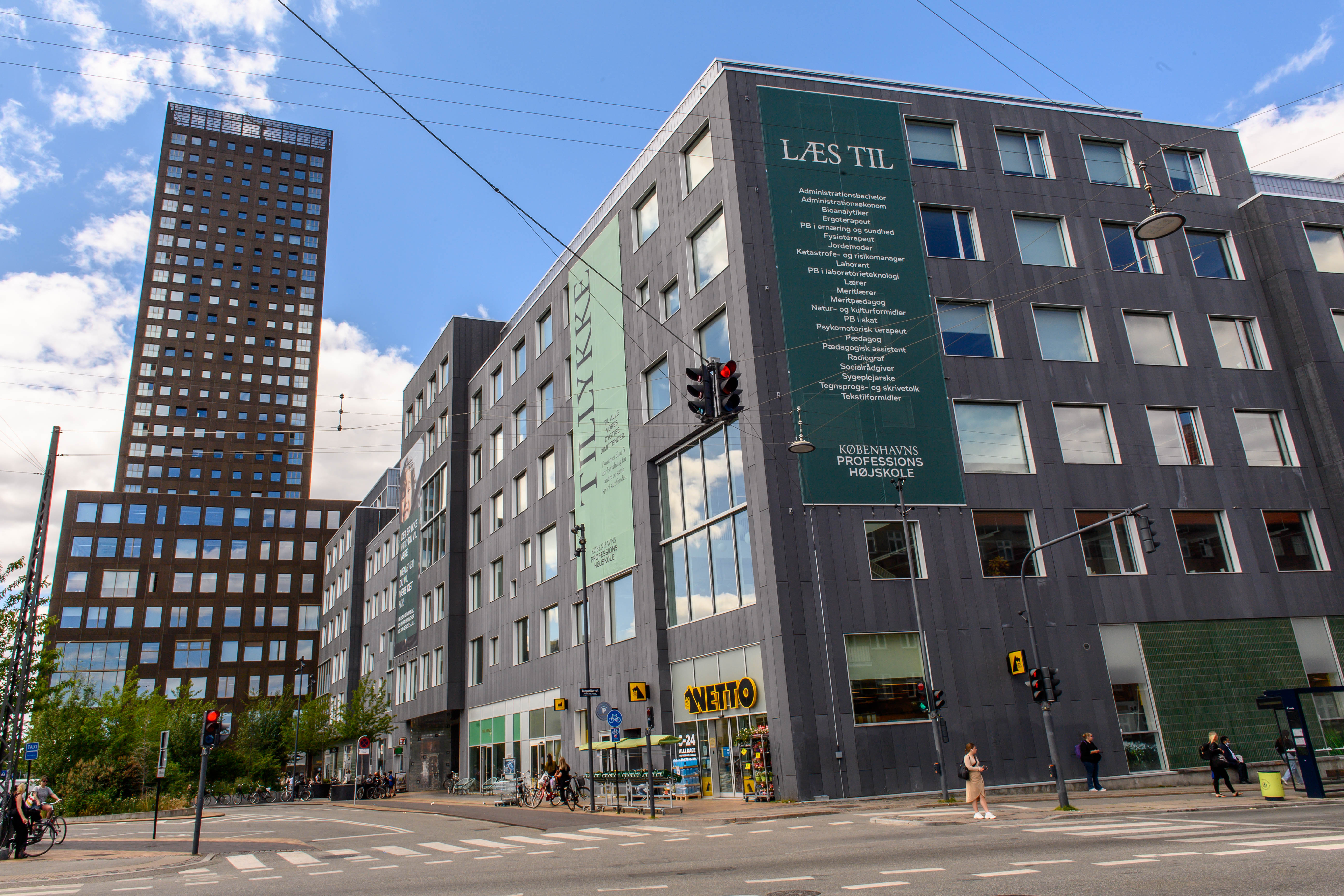
Københavns Professionshøjskole i Carlsberg Byen sedd från Vesterfælledvej

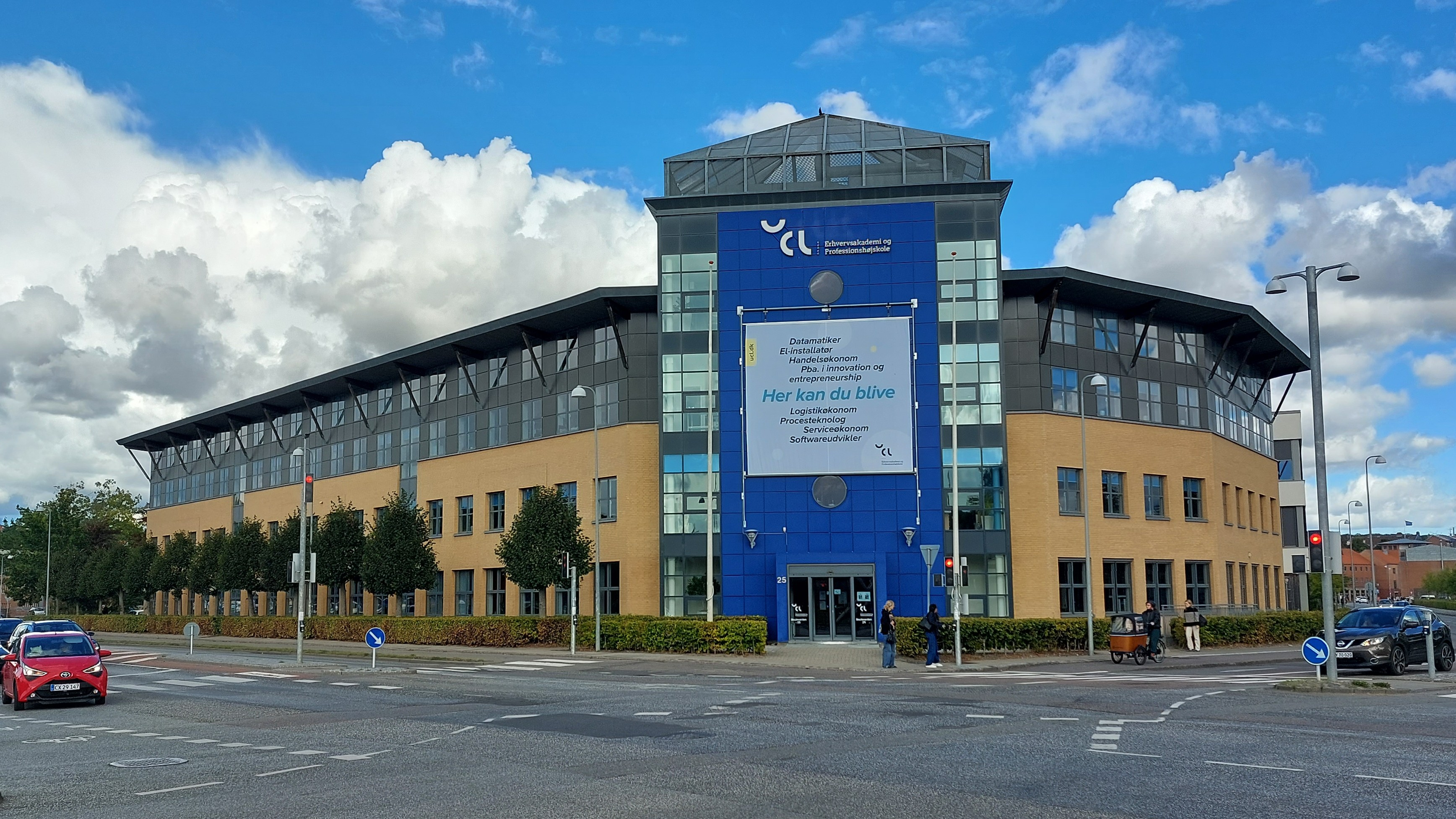
UCL Erhvervsakademi og Professionshøjskole, Vejle

Yrkeshögskola i Danmark organiserades om 2008 efter ett beslut om en ny lag för området av Folketinget i juli 2007. Undervisningsministern etablerade i januari 2008 med hänvisning till § 50 i Loven om professionshøjskoler åtta yrkeshögskolor. Reformen följde på Europeiska Unionens Bolognaprocessen med nya former för ackreditering för att uppfylla kraven på att vara ett "University College".
Regeringen slog 2008 samman de tre då verksamma "centren for videregående uddannelse" (CVU) och självständiga  "mellemlange videregående uddannelser" (MVU) till åtta "professionshøjskoler". Dessa är sedan 2018 sex till antalet. Tillsammans med Danmarks Medie- og Journalisthøjskole och "ingeniørhøjskole"-utbildningar vid olika universitet utgör de Danmarks yrkeshögskoleväsende. 

## Yrkeshögskolor efter regeringsbeslut 2008
- Professionshøjskolen UCC – University College Capital
- Professionshøjskolen Metropol – Metropolitan University College
- Professionshøjskolen Absalon, Sjælland
- VIA University College, Østjylland, Midtjylland och Vestjylland
- Erhvervsakademiet Lillebælt
- University College Lillebælt
- Professionshøjskolen UCN, Nordjylland
- University College Syddanmark i Esbjerg,

## Ytterligare sammanslagningar
År 2018 bildades två nya yrkeshögskolor genom ytterligare sammanslagningar:
- Københavns Professionshøjskole genom en fusion av Professionshøjskolen UCC och Professionshøjskolen Metropol, båda i Köpenhamn.
- UCL Erhvervsakademi og Professionshøjskole i Vejle genom en fusion av Erhvervsakademiet Lillebælt och University College Lillebælt.